# Есалиев, Орынходжа
Орынходжа Есалиев (1930—1998) — советский зоотехник, селекционер овец, лауреат Государственной премии СССР (1970).

## Биография
Член КПСС с 1953 г. Происходит из рода сеит-ходжа.
Окончил Капланбекский зооветтехникум (1948) и Алма-Атинский зооветеринарный институт (1953).
С 1953 г. работал на Чимкентской областной сельскохозяйственной опытной станции КазНИИ каракулеводства, с 1960 г. зав. отделом тонкорунного овцеводства.
Кандидат сельскохозяйственных наук (1967), тема диссертации «Методы создания овец новой породной группы южно-казахский меринос в Чимкентской области».

## Награды и звания
Государственная премия СССР (1970) — за участие в выведении новой породы тонкорунных овец «южноказахский меринос» и внедрении её в производство Чимкентской, Джамбулской и Кзыл-Ординской областей.
Соавтор монографии:
- Южноказахский меринос [Текст] / Л. И. Цой, д-р с.-х. наук, О. Е. Есалиев, канд. с.-х. наук, И. П. Тикунов, заслуж. зоотехн. КазССР. — Алма-Ата : Кайнар, 1974. — 198 с. : ил.; 20 см.